# 安条克暨全东方希腊正教牧首区

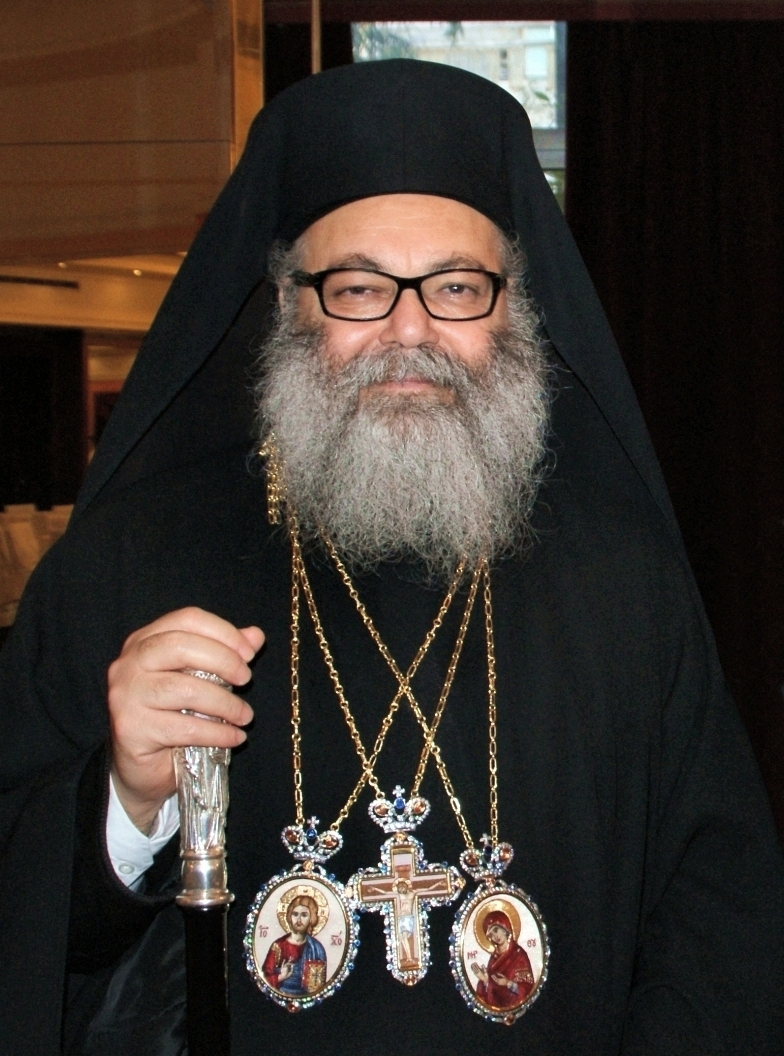
安条克牧首约翰十世

安条克暨全东方希腊正教牧首区，是东正教最古老的教会之一，其领袖拥有牧首称号，称“聖徒安条克和全东方基督徒的宗主教、聖徒裴特若和保祿之繼承人”。按照历史荣誉，安提阿东正教会在16个东正教自主教会中排名第三，仅次于普世宗主教區和亚历山大正教会。
安提阿教会早在基督教建立之时代（1世纪）便已存在。根据传统说法，安提阿的主教教座由圣伯多禄和保罗本人所立。由于安提阿是接受基督教的罗马帝国在东方的重镇，其主教很快就与罗马、君士坦丁堡、亚历山大和耶路撒冷的主教并列，成为教会内最受尊敬的人物。451年卡尔西顿会议之后，安提阿的主教获牧首称号，其辖区称安提阿牧首区。在阿拉伯征服之前，该牧首区包括叙利亚、安纳托利亚和美索不达米亚。但至今仍然保佑那些領土的教會治權（如果正教會重新再立於那些穆斯林國家的話）。
今天，安提阿教会管辖着3个都主教区，22个主教区，以及北美的很多小教会和教堂。現今的牧首驻地在叙利亚首都大马士革。在安提阿教会内的信徒，大多为阿拉伯人。